# Jakow Andrejewitsch Eschpai
Jakow Andrejewitsch Eschpai (russisch Яков Андреевич Эшпай; eigentl. Ишпайкин/Ischpaikin, * 18.jul. / 30. Oktober 1890greg. in Kokschamary; † 20. Februar 1963 in Moskau) war ein russischer Komponist, Volksmusikforscher und Pädagoge aus dem Volk der Mari. 
Eschpai besuchte ab 1910 die Musikschule in Kasan. Ab 1913 war er Gesangslehrer in Ufa, ab 1918 unterrichtete er Musiktheorie in Kokschamary und ab 1924 in Kosmodemjansk. 1930 schloss er am Moskauer Konservatorium sein Kompositionsstudium bei Georgi Konjus ab. Seit 1931 war er wissenschaftlicher Mitarbeiter am Wissenschaftlichen Forschungsinstitut der autonomen Sowjetrepublik Mari in Joschkar-Ola und leitete ab 1932 die Sektion des Staatlichen Musikverlags. In seinen Werken verarbeitete er Motive der Volksmusik der Mari. Er gab mehrere Sammlungen von Volksliedern der Mari heraus.
Sein Sohn Andrei Eschpai (1925–2015) war einer der bekanntesten sowjetischen Komponisten.

## Werke
- Lieder des Mari-Volkes
- Melodien der Berg- und Wiesen-Mari
- Mari-Volkslieder